# Ceratochrysa
Ceratochrysa is een geslacht van insecten uit de familie van de gaasvliegen (Chrysopidae), die tot de orde netvleugeligen (Neuroptera) behoort.

## Soorten
- C. antica (Walker, 1853)
- C. ceratina (Navás, 1910)
- C. disparilis (Navás, 1934)